# 大日堂舞楽

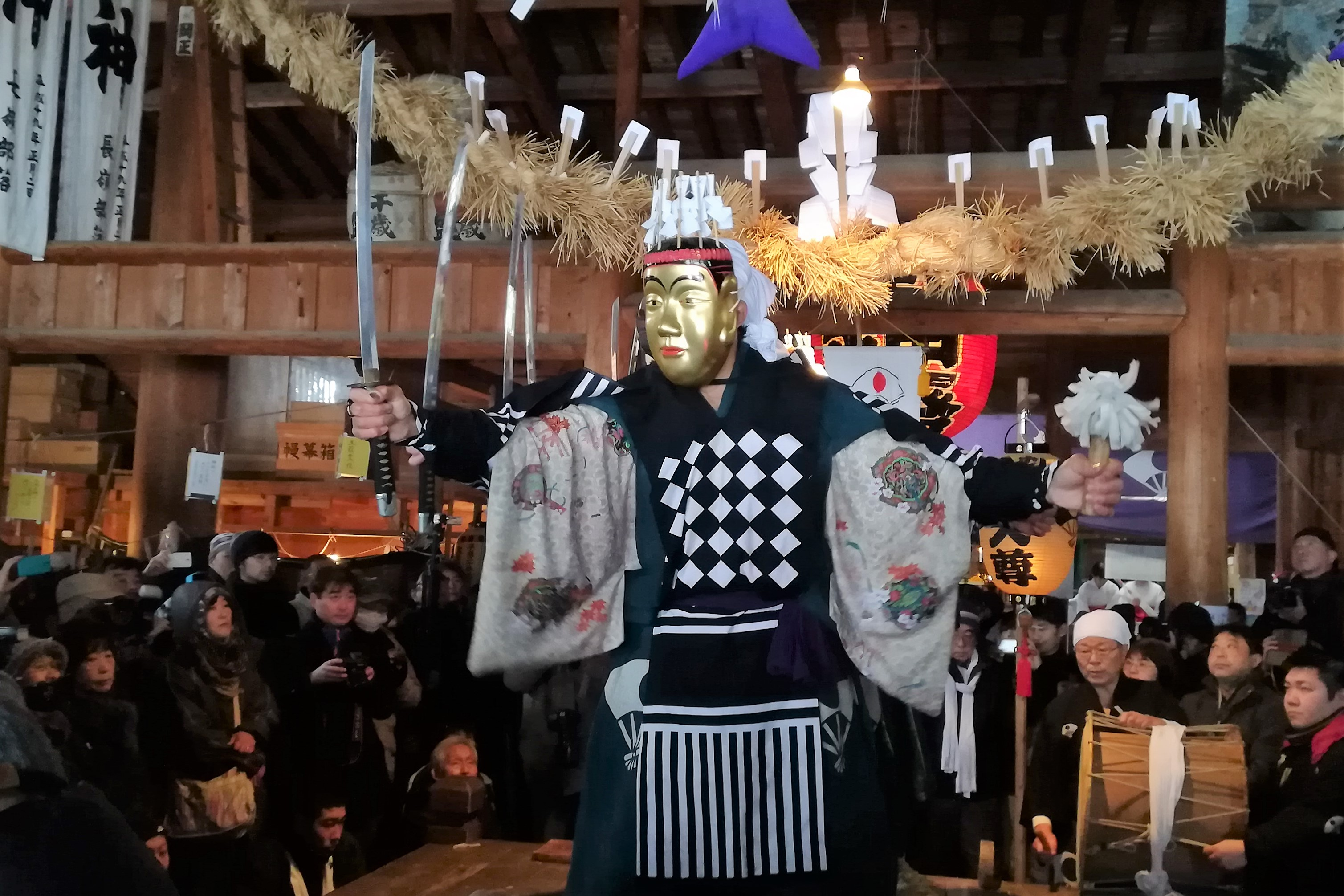
五大尊舞

大日堂舞楽（だいにちどうぶがく）は、秋田県鹿角市八幡平の大日霊貴神社（大日堂）に伝わる民俗芸能。毎年1月2日に奉納される（昭和34年（1959年）までは旧暦で行われていた）。「舞楽」の名称がつけられているが、地元ではザイドウ（「祭堂」「在堂」「歳頭」「済度」など語源は諸説あり）と呼ばれる。
1976年（昭和51年）に重要無形民俗文化財の国指定を受け、2009年（平成21年）にユネスコの無形文化遺産に登録された。新年を表す季語「大日詣（だいにちまいり）」は大日堂舞楽のことである。

## 概要
718年（養老2年）大日堂再建の際、都から下向した楽人により里人に伝えられたものと言われる。大日堂については、大日如来に帰依して長者となった「だんぶり長者」の娘が両親を弔うために建てたとの伝説がある。
舞を担うのは「能衆（のうしゅう）」と呼ばれる舞人らで、旧家を中心に四つの集落（小豆沢、大里、長嶺、谷内）がそれぞれの舞を分担して継承している。四集落の能衆による「神子舞」「神名手舞」、小豆沢の「権現舞」「田楽舞」、大里の「駒舞」「鳥舞」「工匠舞」、長嶺の「烏遍舞」、谷内の「五大尊舞」の合計9演目が伝承されている。
奉納当日、谷内・長嶺の人々は表参道、大里・小豆沢の人々は裏参道から境内に入り、修祓、地蔵舞、幡綜が行われる。続いて、堂の正面で花舞（神子舞、神名手舞、権現舞）が舞われる。その後、各地区の竜神幡が堂内に入り、幡上げが行われる。この後、能衆が堂内に入り、全員で神子舞と神名手舞を舞う。やがて、大里・小豆沢の舞台元が舞台に上がり、大小行事（唱辞を言い、銭と米をまき舞台を浄める）が行われ、法印の儀と祝詞を奏上して本舞に入る。開催時間はおおむね午前8時から12時までである。